# Pomniki przyrody w gminie Świecie
Na terenie gminy Świecie, w powiecie świeckim, w województwie kujawsko-pomorskim znajdują się 43 pomniki przyrody w tym 39 przyrody ożywionej i 4 nieożywionej. 
Wśród nich wyróżniono 19 grup drzew, 19 pojedynczych drzew, 1 aleję, 1 źródło i 3 głazy narzutowe. Struktura gatunkowa jest zróżnicowana z przewagą dębów szypułkowych. W strukturze gatunkowej w Świeciu przeważają cisy pospolite. 
Na uwagę zasługują miłorząb dwuklapowy o obwodzie 2 m, 2 modrzewie polskie o obwodach ponad 2 m w parku w Sartowicach, głogi jednoszyjkowe o obwodach 137 i 124 cm w Żurawiej Kępie, dąb szypułkowy o obwodzie 550 cm na cmentarzu w Wielkim Konopacie oraz wiele cisów pospolitych w formie drzewiastej na terenie Świecia.
Do 2014 roku w parku w Sartowicach rósł jesion wyniosły o obwodzie 695 cm i był jednym z największych w regionie.
Prawne zestawienie pomników przyrody w gminie prezentuje się następująco:
| Nr  | Lokalizacja                                                 | Forma             | Nazwa | Sztuk | Rok powołania | Obwody przy powołaniu [cm]     | Zdjęcie |
| --- | ----------------------------------------------------------- | ----------------- | --- | ----- | ------------- | ------------------------------ | ------- |
| 1.  | Świecie Szkoła Podstawowa nr 5                              | grupa drzew       | cis pospolity Witold cis pospolity                                                                                      | 5     | 1989          | 93 77, 72, 55, 42              |         |
| 2.  | Świecie ul. Hallera                                         | grupa drzew       | buk zwyczajny odm. czerwona cis pospolity 2 kasztanowce zwyczajne                                                       | 4     | 1992          | 340 42 268 i 256               |         |
| 3.  | Świecie cmentarz przy ul. A. Mickiewicza                    | pojedyncze drzewo | cis pospolity | 1     | 1992          | 106                            |         |
| 4.  | Świecie skwer przy ul. A. Mickiewicza                       | pojedyncze drzewo | klon jesionolistny | 1     | 1995          | 305                            |         |
| 5.  | Świecie skwer przy ul. A. Mickiewicza/Wojska Polskiego      | grupa drzew       | 2 cisy pospolite Adam Ewa                                                                                               | 2     | 1989          | 105 78                         |         |
| 6.  | Świecie ul. Ogrodowa                                        | pojedyncze drzewo | cis pospolity dwuwierzchołkowy                                                                                          | 1     | 1992          | 55/53                          |         |
| 7.  | Świecie ogród plebanii na ul. Ogrodowej                     | grupa drzew       | 4 cisy pospolite (forma krzewiasta)                                                                                     | 4     | 1992          | -                              |         |
| 8.  | Świecie park miejski przy ul. Ogrodowej                     | grupa drzew       | 3 cisy pospolite Rumcajs Hanka Cypisek                                                                                  | 3     | 1989          | 83 95 42                       |         |
| 9.  | Świecie ul. Sienkiewicza 8, przy bloku od strony hali       | grupa drzew       | 2 cisy pospolite (forma krzewiasta) Świętopełk i Grzymisław                                                             | 2     | 1995          | -                              |         |
| 10. | Świecie ul. Wojska Polskiego/Żwirki i Wigury                | pojedyncze drzewo | cis pospolity Fred | 1     | 1957          | 62                             |         |
| 11. | Świecie przy Biedronce ul. Wojska Polskiego                 | głaz narzutowy    | Głaz Świecki | 1     | 1992          | 650                            |         |
| 12. | Świecie Zakład Mostowo-Drogowy ul. Wojska Polskiego         | pojedyncze drzewo | lipa drobnolistna | 1     | 1992          | 370                            |         |
| 13. | Świecie al. Jana Pawła II/Żwirki i Wigury                   | głaz narzutowy    | - | 1     | 1992          | 690                            |         |
| 14. | Świecie teren Szkoły Podstawowej nr 5                       | pojedyncze drzewo | dąb szypułkowy | 1     | 2004          | 315                            |         |
| 15. | Dworzysko cmentarz poewangelicki                            | grupa drzew       | 2 dęby szypułkowe | 2     | 1991          | 400 i 430                      |         |
| 16. | Dworzysko                                                   | źródło            | Diabelska dziura | 1     | 1993          | pow. 100 m²                    |         |
| 17. | Dworzysko                                                   | grupa drzew       | 3 lipy drobnolistne dąb szypułkowy                                                                                      | 4     | 1992          | 250, 330 i 350 415             |         |
| 18. | Gruczno przy OSP                                            | pojedyncze drzewo | dąb szypułkowy | 1     | 1992          | 300                            |         |
| 19. | park dworski w Morsku                                       | grupa drzew       | 2 wiązy szypułkowe 3 dęby szypułkowe                                                                                    | 5     | 1993          | 340 i 385 301, 317, 350        |         |
| 20. | Niedźwiedź przy drodze                                      | pojedyncze drzewo | dąb szypułkowy | 1     | 1995          | 291                            |         |
| 21. | park pałacowy w Sartowicach                                 | grupa drzew       | daglezja zielona miłorząb dwuklapowy buk zwyczajny odm. czerwona 2 modrzewie polskie                                    | 10    | 1995          | 230 208 286 205 i 232          |         |
| 22. | park w Skarszewie                                           | grupa drzew       | lipa drobnolistna dąb szypułkowy żywotnik zachodni                                                                      | 3     | 1993          | 325 293 90                     |         |
| 23. | park w Sulnowie                                             | grupa drzew       | lipy drobnolistne | 2     | 1993          | 282 i 332                      |         |
| 24. | sad niedaleko cmentarza ewangelickiego w Wiągu              | grupa drzew       | cisy pospolite | 1     | 1970          | 65 i 95                        |         |
| 25. | Wielki Konopat cmentarz poewangelocki                       | pojedyncze drzewo | dąb szypułkowy | 1     | 1956          | 550                            |         |
| 26. | Żurawia Kępa przy drodze                                    | pojedyncze drzewo | topola biała | 1     | 1995          | 550                            |         |
| 27. | park wiejski w Żurawiej Kępie                               | grupa drzew       | 3 cisy pospolite (forma krzewiasta) żywotnik wschodni 3 żywotniki zachodnie 2 żywotniki olbrzymie 2 głogi jednoszyjkowe | 11    | 1994          | 78 92, 70, 62 75, 63 124 i 137 |         |
| 28. | teren Szkoły Podstawowej w Wiągu                            | pojedyncze drzewo | dąb szypułkowy "Jan Brzechwa"                                                                                           | 1     | 2008          | 225                            |         |
| 29. | Drozdowo cmentarz poewangelicki                             | pojedyncze drzewo | jesion wyniosły | 1     | 1995          | 342                            |         |
| 30. | Gruczno przy kościele                                       | pojedyncze drzewo | jesion wyniosły | 1     | 1995          | 282                            |         |
| 31. | Polski Konopat                                              | grupa drzew       | 2 dęby szypułkowe | 2     | 1995          | 370 i 365                      |         |
| 32. | Polski Konopat las                                          | grupa drzew       | 3 dęby szypułkowe | 3     | 1995          | 370, 365, 352                  |         |
| 33. | Dworzysko przy torach kolejowych                            | pojedyncze drzewo | dąb szypułkowy | 1     | 1995          | 405                            |         |
| 34. | Dworzysko                                                   | pojedyncze drzewo | dąb szypułkowy | 1     | 1995          | 275                            |         |
| 35. | Świecie ul. J. Matejki                                      | aleja             | 11 dębów szypułkowych                                                                                                   | 11    | 1992          | od 180 do 340                  |         |
| 36. | Świecie przy dworcu PKS                                     | pojedyncze drzewo | lipa drobnolistna | 1     | 1992          | 400                            |         |
| 37. | Dworzysko 11, przy przystanku PKS                           | pojedyncze drzewo | dąb szypułkowy | 1     | 1992          | 280                            |         |
| 38. | Dworzysko przy zabytkowej chacie drewnianej krytej strzechą | grupa drzew       | 2 dęby szypułkowe | 2     | 1992          | 410 i 388                      |         |
| 39. | park pałacowy w Sartowicach                                 | grupa drzew       | 2 buki zwyczajne | 2     | 1992          | 280 i 297                      |         |
| 40. | Świecie skwer przy ul. Tucholskiej/Wojska Polskiego         | głaz narzutowy    | Pomnik Bohaterów 1939 roku                                                                                              | 1     | 1992          | 720                            |         |
| 41. | park pałacowy w Sartowicach                                 | grupa drzew       | 2 dęby szypułkowe "Graf Schwerin"                                                                                       | 2     | 1955          | 270 i 270                      |         |
| 42. | 200 m od drogi Polski Konopat-Drozdowo w Polskim Konopacie  | pojedyncze drzewo | lipa drobnolistna | 1     | 1991          | 430                            |         |
| 43. | przy drodze Polski Konopat-Drozdowo                         | pojedyncze drzewo | dąb szypułkowy | 1     | 1991          | 340                            |         |

Zniesione pomniki przyrody:
| Nr | Lokalizacja      | Forma             | Nazwa          | Sztuk | Obwody przy powołaniu i zniesieniu [cm] | Rok powołania | Rok zniesienia | Zdjęcie |
| -- | ---------------- | ----------------- | -------------- | ----- | --------------------------------------- | ------------- | -------------- | ------- |
| 1. | Wiąg przy drodze | pojedyncze drzewo | dąb szypułkowy | 1     | 303 - 372                               | 1995          | 2018           |         |